# Wehrleiter (Rheinland-Pfalz)
Der Wehrleiter bezeichnet in Rheinland-Pfalz den Leiter einer Freiwilligen Feuerwehr auf Gemeindeebene. Dies gilt auch für Gemeinden mit mehreren Ortsteilfeuerwehren. Die Ortsteilfeuerwehren werden von Wehrführern geführt. In kreisfreien Städten führt er die Bezeichnung Stadtfeuerwehrinspekteur.

## Ernennung
In Rheinland-Pfalz wird der Wehrleiter und der Wehrführer vom Bürgermeister der (Verbands-)Gemeinde entweder als hauptamtliche oder bei Freiwilligen Feuerwehren als ehrenamtliche Führungskraft für die Dauer von zehn Jahren bestellt. Dabei wird er zum Ehrenbeamten auf Zeit ernannt. In Gemeinden mit Berufsfeuerwehr nimmt deren Leiter die entsprechenden Aufgaben wahr.
In einer Gemeinde mit Freiwilliger Feuerwehr mit hauptamtlichen Feuerwehrangehörigen kann der Bürgermeister jeweils einen hauptamtlichen Feuerwehrangehörigen zum hauptamtlichen Wehrleiter und zum hauptamtlichen stellvertretenden Wehrleiter bestellen.
Bei Fehlen der erforderlichen Ausbildung kann die Bestellung durch den Bürgermeister unter der Bedingung erfolgen mit der Auflage, dass die Ausbildung binnen zwei Jahren, in besonderen Fällen binnen drei Jahren nachzuholen ist. Während dieser Zeit wird der Feuerwehrangehörige vorübergehend mit der Wahrnehmung der Führungsfunktion beauftragt.

## Aufgaben
Der Wehrleiter hat das Vorschlagsrecht für die Besetzung von Funktionen innerhalb der Gemeindefeuerwehr, sofern nichts anderes bestimmt ist.
Er ist für die Einsatzbereitschaft der Feuerwehr verantwortlich. Er hat den Bürgermeister in allen Fragen des Brandschutzes und der Allgemeinen Hilfe zu beraten.

## Unterstellung
Dem Wehrleiter sind die Wehrführer der einzelnen Ortsteile fachlich untergeordnet.

## Dienstgrad
Der Dienstgrad des Wehrführers richtet sich nach der gerätebezogene Stärke seiner Feuerwehr:
- gerätebezogene Stärke, die eine Gruppe nicht übersteigt:

| stv. Wehrführer/-in                         | Wehrführer/-in                    |
| Brandmeister/-in als                        | Brandmeister/-in als              |
| stv. Wehrführer/-in stv. Einheitsführer/-in | Wehrführer/-in Einheitsführer/-in |

- gerätebezogene Stärke, die einen Zug nicht übersteigt:

| stv. Wehrführer/-in                         | Wehrführer/-in                    |
| Oberbrandmeister/-in als                    | Oberbrandmeister/-in als          |
| stv. Wehrführer/-in stv. Einheitsführer/-in | Wehrführer/-in Einheitsführer/-in |

- gerätebezogene Stärke, die einen Zug übersteigt:

| stv. Wehrführer/-in                         | Wehrführer/-in                    |
| Hauptbrandmeister/-in als                   | Hauptbrandmeister/-in als         |
| stv. Wehrführer/-in stv. Einheitsführer/-in | Wehrführer/-in Einheitsführer/-in |

Beim Wehrleiter selbst gibt es nur eine Unterteilung in 
- amtierender Wehrleiter:

| stv. Wehrleiter/-in | Wehrleiter/-in |
| stv. Wehrleiter/-in | Wehrleiter/-in |

- Wehrleiter außer Dienst:

| stv. Wehrleiter/-in a. D. | Wehrleiter/-in a. D. |
| stv. Wehrleiter/-in a. D. | Wehrleiter/-in a. D. |